# Joseph Trèves
Joseph Trèves (Emarèse, 1874 - 1941) fou un religiós i activista valldostà. Pertanyia a una família humil, el 1892 va estudiar al seminari d'Aosta i hi fou ordenat capellà. Fou membre de l'Académie Saint-Anselme i de la Lliga Valldostana d'Anselme Réan, i escriví nombrosos opuscles i articles en defensa del francès a Le Duché d'Aoste. El 1922 fou promotor del manifest Nous Valdôtains nous voulons le français !, i quan el feixisme es va imposar col·laborà amb Émile Chanoux en la fundació el 1925 de Jeune Vallée d'Aoste, defensor de la llengua i l'autonomia locals. Fou l'autor de la cançó en arpità La Clica Dzeusta, crítica indirecta però forta al règim de Benito Mussolini. El seu activisme valldostà va minar la seva salut, i va morir a casa seva.